# Język kolami
Język kolami – język naturalny należący do rodziny języków drawidyjskich. Używany jest głównie w indyjskich stanach Andhra Pradesh i Maharashtra.
Według danych szacunkowych z 2007 r. ma 70 tys. użytkowników. W 2011 r. odnotowano, że kolami (północno-zachodni) liczy 128 tys. użytkowników. Kolami południowo-wschodni (10 tys. mówiących, 1989) nie jest z nim wzajemnie zrozumiały (Ethnologue rozpatruje go jako odrębny język).